# Anemone altaica
Anemone altaica là một loài thực vật có hoa trong họ Mao lương. Loài này được Fisch. ex C.A.Mey. mô tả khoa học đầu tiên năm 1830.